# フォレストリーヴズ熊本
フォレストリーヴズ熊本（フォレストリーヴズくまもと、Forest Leaves Kumamoto）は、熊本県熊本市を本拠地とする女子バレーボールチームである。2025-26シーズンはV.LEAGUE WOMENに所属。

## 概要
運営はフォレストリーヴズ熊本株式会社で、チーム発足当初から監督を務めて来た中島裕二が代表を務める。
2005年4月に発足。2008年から10シーズンVリーグ2部に在籍（V・チャレンジリーグ→V・チャレンジリーグI）。2018年にV.LEAGUE Division1（V1リーグ）昇格が決まるも3月に廃部状態となりVリーグ機構退社。同年5月に現運営会社を設立しチーム再始動。2020-21シーズンよりV2リーグ参戦。
チーム名の『フォレストリーヴズ』とは、熊本に「バレーボールの森」を作りたいという想いと「杜の都」熊本をかけた『フォレスト』と、スタッフ・選手を一枚一枚の葉と見立て、それが集まったのをかけた『リーヴズ』である。
マスコットキャラクターは『フォレスティン』。顔が緑色で葉と炎の形をしているのが特徴。2018年の再始動の際に新しく生まれ変わった。
V1リーグ昇格再挑戦を掲げて活動。医療・介護福祉施設での活動など、社会貢献活動にも力を注いでいる。

## 歴史
2005年4月に設立。チーム運営は建築物管理を主とする熊本サービスセンター（熊本市）。地元出身で、怪我により若くして現役を退き指導者の道を進んでいた中島裕二が監督に就任した。
熊本県春季2部リーグで優勝。7月には全日本実業団大会で初出場初優勝。
2006年、地域リーグに参戦。2008年、地域リーグで優勝を果たし、チャレンジリーグへの昇格を決めた。
初参戦となった2008/09V・チャレンジリーグでは、3勝15敗で10チーム中9位となった。以降も苦闘が続き、上位に入り込めない状態が続いた。
2012年5月、地域密着を掲げる当チームは、九州出身者を対象に初のトライアウトを実施する。
2013年6月、監督による選手への体罰があったとして、Vリーグ機構よりチーム及び部長、監督への制裁処分が行われた。それにより中島は1年間の資格停止処分となり、2013/14シーズンは坂井充が監督を務めた。2014/15シーズンより中島が監督に復帰。
2016/17V・チャレンジリーグIでは、10勝11敗の成績で8チーム中3位となり、初の上位となった。
2017/18V・チャレンジリーグIでは7チーム中4位となり、本来であれば翌シーズンより発足するV.LEAGUE Division1（V1リーグ）に参戦する予定であり、V1参加の前提となるS1ライセンスを取得した。
しかし、2018年3月1日、熊本地震による地域経済の悪化により運営会社が経営危機に陥り廃部となることが地元紙により報道された。同月、日本バレーボールリーグ機構に退社届が提出され、リーグを脱退、S1ライセンスも剥奪された。これにより2018-19シーズンはV1、V2とも参加できなくなった。なおV2に所属する他のS1ライセンス保有クラブへの全体的な移籍の交渉もしていたが、断られたという。
チームは廃部状態となり、中島は所属選手の移籍先や就職先を探すのに奔走する一方で、チーム再建の道を模索。チーム支援者が現れ出したところでチーム再建を決断。2018年5月に運営会社として株式会社プロス（現・フォレストリーヴズ熊本株式会社）を立ち上げた。複数の選手が戻ってきて、チームは新たな運営体制でゼロから再始動した。
2019年1月-3月に開催された第9回全国6人制リーグ総合男女優勝大会・女子決勝リーグに出場し、6勝3敗の成績で10チーム中4位。
2019年10月、VリーグS3ライセンスを取得し、2020-21シーズンよりV2リーグ参戦が確定。
2020年1月-3月に開催された第10回全国6人制バレーボールリーグ総合男女優勝大会・女子決勝リーグに出場し、新型コロナウイルス感染症流行のため終盤で打ち切りになったものの、準優勝を果たした。
2020-21シーズン、V2女子でなかなか勝ち星を挙げることができず、開幕11連敗を喫する。2021年1月に入ると、新型コロナウイルス感染症流行による熊本県独自の緊急事態宣言が14日に発令されたことを受け、2月上旬まで試合出場を辞退。解除予定の頃には県内の新規感染者数が減少傾向にあったが、選手全員が医療現場で働いていて、病床稼働率が高い水準で推移していることもあり、シーズン復帰には踏み込めず、残り全試合の出場辞退を決断。1勝もできずにシーズンを終えることとなった。
2021-22シーズンも、V2女子で、みなし開催による勝利（不戦勝）は記録に残るものの、試合を行っての勝利はなかった。
2022-23シーズン、2022年12月4日に行われたV2女子のGSS東京サンビームズ戦で、Vリーグ復帰後初勝利（試合を行っての）を挙げた。
2024-25シーズン、リーグ再編により2部相当のV.LEAGUEに所属。2025年2月1日のヴィアティン三重戦（ナースパワーアリーナ）でチーム史上初の5連勝を記録するなど好調を維持し、3月9日のカノアラウレアーズ福岡戦（熊本県立総合体育館）でプレーオフ進出を決定した。特にホームゲームに強く、プレーオフ進出決定時点でのホームゲーム（熊本県立総合体育館、ナースパワーアリーナ、ウイングまつばせ）の成績は11勝1敗だった。

## 成績

### 主な成績
チャレンジリーグ・チャレンジリーグI / V.LEAGUE DIVISION2 WOMEN
- 優勝なし
- 準優勝なし

黒鷲旗全日本選抜大会
- 優勝なし
- 準優勝なし

### 年度別成績

#### V・プレミアリーグ / V・チャレンジリーグ
| 所属        | 年度    | 最終 順位 | 参加 チーム数 | レギュラーラウンド | レギュラーラウンド | レギュラーラウンド | レギュラーラウンド | ポストシーズン | ポストシーズン | ポストシーズン |
| 所属        | 年度    | 最終 順位 | 参加 チーム数 | 順位               | 試合               | 勝                 | 敗                 | 試合           | 勝             | 敗             |
| ----------- | ------- | --------- | ------------- | ------------------ | ------------------ | ------------------ | ------------------ | -------------- | -------------- | -------------- |
| チャレンジ  | 2008/09 | 9位       | 10チーム      | 9位                | 18                 | 3                  | 15                 | -              | -              | -              |
| チャレンジ  | 2009/10 | 9位       | 12チーム      | 8位                | 11                 | 5                  | 6                  | 5              | 3              | 2              |
| チャレンジ  | 2010/11 | 10位      | 12チーム      | 10位               | 18                 | 4                  | 14                 | -              | -              | -              |
| チャレンジ  | 2011/12 | 8位       | 12チーム      | 8位                | 22                 | 7                  | 15                 | -              | -              | -              |
| チャレンジ  | 2012/13 | 9位       | 10チーム      | 9位                | 18                 | 4                  | 14                 | -              | -              | -              |
| チャレンジ  | 2013/14 | 9位       | 10チーム      | 9位                | 18                 | 5                  | 13                 | -              | -              | -              |
| チャレンジ  | 2014/15 | 7位       | 10チーム      | 7位                | 18                 | 7                  | 11                 | -              | -              | -              |
| チャレンジI | 2015/16 | 7位       | 8チーム       | 7位                | 21                 | 4                  | 17                 | -              | -              | -              |
| チャレンジI | 2016/17 | 3位       | 8チーム       | 3位                | 21                 | 10                 | 11                 | -              | -              | -              |
| チャレンジI | 2017/18 | 4位       | 7チーム       | 4位                | 18                 | 5                  | 13                 | -              | -              | -              |

#### V.LEAGUE (2018-2024)
| 所属      | 年度    | 最終 順位 | 参加 チーム数 | レギュラーラウンド | レギュラーラウンド | レギュラーラウンド | レギュラーラウンド | ポストシーズン | ポストシーズン | ポストシーズン | 備考                     |
| 所属      | 年度    | 最終 順位 | 参加 チーム数 | 順位               | 試合               | 勝                 | 敗                 | 試合           | 勝             | 敗             | 備考                     |
| --------- | ------- | --------- | ------------- | ------------------ | ------------------ | ------------------ | ------------------ | -------------- | -------------- | -------------- | ------------------------ |
| DIVISION2 | 2020-21 | 9位       | 9チーム       | 9位                | 11                 | 0                  | 11                 | -              | -              | -              |                          |
| DIVISION2 | 2021-22 | 10位      | 10チーム      | 10位               | 18                 | 2                  | 16                 | -              | -              | -              | 不戦勝2、不戦敗3を含む。 |
| DIVISION2 | 2022-23 | 8位       | 11チーム      | 8位                | 20                 | 8                  | 12                 | -              | -              | -              |                          |
| DIVISION2 | 2023-24 | 7位       | 10チーム      | 7位                | 18                 | 6                  | 12                 | -              | -              | -              |                          |

#### SV.LEAGUE / V.LEAGUE
| 所属     | 年度    | 最終 順位 | 参加 チーム数 | レギュラーラウンド | レギュラーラウンド | レギュラーラウンド | レギュラーラウンド | ポストシーズン | ポストシーズン | ポストシーズン | 備考 |
| 所属     | 年度    | 最終 順位 | 参加 チーム数 | 順位               | 試合               | 勝                 | 敗                 | 試合           | 勝             | 敗             | 備考 |
| -------- | ------- | --------- | ------------- | ------------------ | ------------------ | ------------------ | ------------------ | -------------- | -------------- | -------------- | ---- |
| V.LEAGUE | 2024-25 | 4位       | 11チーム      | 4位                | 28                 | 19                 | 9                  | 1              |                | 1              |      |

## 選手・スタッフ(2025-26)

### 選手
| 背番号                                                      | 名前       | シャツネーム | 生年月日（年齢）       | 身長  | 国籍 | Pos  | 在籍年  | 前所属                 | 備考 |
| ----------------------------------------------------------- | ---------- | ------------ | ---------------------- | ----- | ---- | ---- | ------- | ---------------------- | ---- |
| 2                                                           | 安田育代   | YASUDA       | 1999年3月10日（26歳）  | 175   | 日本 | MB   | 2023年- | カノア                 |      |
| 4                                                           | 森田真羽   | MORITA       | 2002年3月28日（23歳）  | 164   | 日本 | OH   | 2024年- | 環太平洋大学           |      |
| 5                                                           | 里有紗     | SATO         | 2001年8月6日（23歳）   | 175.5 | 日本 | MB   | 2023年- | 九州文化学園高校       |      |
| 6                                                           | 向井沙樹   | MUKAI        | 2000年1月9日（25歳）   | 167   | 日本 | S    | 2022年- | 環太平洋大学           |      |
| 8                                                           | 釜元香奈江 | KAMAMOTO     | 2001年1月14日（24歳）  | 176   | 日本 | MB   | 2023年- | 環太平洋大学           |      |
| 9                                                           | 近藤楓     | KONDOH       | 2000年10月16日（24歳） | 173   | 日本 | OH   | 2023年- | 至誠館大学             |      |
| 12                                                          | 入江彩水   | IRIE         | 1999年11月23日（25歳） | 173   | 日本 | OH   | 2018年- | 岡山東商業高校         |      |
| 13                                                          | 永江日菜子 | NAGAE        | 2002年1月25日（23歳）  | 167   | 日本 | OH   | 2024年- | 神戸親和大学           |      |
| 14                                                          | 大谷芽衣   | OTANI        | 2002年5月26日（23歳）  | 165   | 日本 | OH   | 2021年- | 創成館高校             |      |
| 15                                                          | 月野晴菜   | TSUKINO      | 2005年2月10日（20歳）  | 165   | 日本 | OH   | 2023年- | 九州文化学園高校       |      |
| 16                                                          | 工藤美波   | KUDOH        | 2004年4月9日（21歳）   | 158   | 日本 | L    | 2023年- | 国東高校               |      |
|                                                             | 橘川千暁   | KIKKAWA      | 2003年3月30日（22歳）  | 177   | 日本 | MB   | 2025年- | 環太平洋大学           | 新人 |
|                                                             | 三輪彩音   | MIWA         | 2002年10月16日（22歳） | 176   | 日本 | OH   | 2025年- | 中京大学               | 新人 |
|                                                             | 下村陽花梨 | SHIMOMURA    | 2002年9月2日（22歳）   | 170   | 日本 | S    | 2025年- | 環太平洋大学           | 新人 |
|                                                             | 小川あゆみ | OGAWA        | 2002年6月18日（23歳）  | 167   | 日本 | OH/L | 2025年- | 環太平洋大学           | 新人 |
|                                                             | 迫海悠     | SAKO         | 2006年9月10日（18歳）  | 172   | 日本 | OH   | 2025年- | 熊本信愛女学院高校     | 新人 |
|                                                             | 阿納真希   | ANOU         | 2006年5月26日（19歳）  | 177   | 日本 | MB   | 2025年- | 佐賀清和高校           | 新人 |
|                                                             | 小澤花歩   | OZAWA        | 2006年11月14日（18歳） | 165   | 日本 | S    | 2025年- | 日本ウェルネス高校茨城 | 新人 |
| 出典：チーム公式サイト Vリーグ公式サイト 更新：2025年6月8日 |            |              |                        |       |      |      |         |                        |      |

### スタッフ
| 役職                                         | 名前       | 備考 |
| -------------------------------------------- | ---------- | ---- |
| 監督                                         | 中島裕二   |      |
| 部長                                         | 川内鈴香   |      |
| GM                                           | 長谷川達哉 |      |
| コーチ                                       | 和多桃子   |      |
| コーチ                                       | 田中太史   |      |
| 選手兼コーチ                                 | 川口美久   | 新任 |
| トレーナー                                   | 田代義裕   |      |
| マネージャー                                 | 七條彩乃   |      |
| リーガルオフィサー兼副部長                   | 松本卓也   |      |
| マーケティング担当                           | 岸田康弘   |      |
| 出典：Vリーグ公式サイト 更新：2023年10月27日 |            |      |

## 在籍していた主な選手
- 木村亜沙美
- 福田みつ子